# Notación de Hill
La notación de Hill (o sistema de Hill) es una forma de escribir fórmulas químicas de tal manera que primero se indica el número de átomos de carbono en una molécula, a continuación el número de átomos de hidrógeno, y finalmente el número de átomos del resto de elementos químicos, por orden alfabético de sus símbolos químicos. Cuándo la fórmula no contiene ningún carbono,  todos los elementos, incluyendo hidrógeno, se listan alfabéticamente.
Mediante la ordenación de fórmulas según el número de átomos de cada elemento presente en la fórmula de acuerdo a estas reglas, con diferencias en los elementos anteriores o tratando los números como más significativos que las diferencias en cualquier elemento o número posterior — de forma similar a cuando las cadenas de caracteres se organizan mediante un orden lexicográfico —  es posible de cotejar fórmulas químicas mediante lo que se conoce como orden de notación de Hill.
La notación de Hill se publicó por primera vez por Edwin A. Hill de la Oficina de Patentes y Marcas de Estados Unidos en 1900. Es el sistema más comúnmente utilizado en bases de datos químicas e índices impresos para ordenar listas de compuestos.

## Ejemplo
Las siguientes fórmulas están escritas utilizando notación de Hill, y listados en orden de Hill:
1. BrI
2. CCl4
3. CH3I
4. C2H5Br
5. H2O4S

Una lista de fórmulas ordenadas de acuerdo al sistema de Hill está organizada alfabéticamente, tal como se puede ver en la lista anterior. En el caso de aquellos elementos cuyo símbolo químico empieza por la misma letra (por ejemplo, Berilio (Be), Boro (B) y Bromo (Br)), aquellos que están formados por una sola se indican antes que los que están formados por dos letras (así que B iría antes que Be, que a su vez se indicaría antes que Br).